# You Are My Hero
You Are My Hero (em chinês: 你是我的城池营垒) é uma telenovela chinesa escrita por Qin Wen e dirigida por Zhang Tong. É uma adaptação para a televisão do romance homônimo de Mu Qianyu e foi ao ar pela primeira vez nas plataformas de streaming chinesas Tencent Video, Youku e iQiyi em março de 2021.

## Enredo
Mi Ka (Ma Si Chun) é residente em um hospital onde conhece o agente de operações especiais Xing Ke Lei (Bai Jing Ting) durante um treinamento de resgate de emergência organizado pela equipe da SWAT.

## Elenco

### Principal
- Ma Si Chun como Mi Ka
- Bai Jing Ting como Xing Ke Lei
- Chen Hao como Shu Wenbo
- Jiang Pei Yao como Ruan Qingxia
- Wang Yang como Shao Yuhan
- Zhang Yao como Xing Keyao

### Recorrente
- Liu Pi Zhong como Hao Yicheng
- Jiang Peng como Lu Feng
- Cao Su Su como Ye Xiaoman
- Li Bei Bei como Zhang Qingqing
- Leng Hai Ming como Yi Qian
- Zheng Yi Dong como Diretor Zhang
- Mao Zhuo Min como mãe de Shu Wenbo
- Li Rui Hong como Xiao Song

## Prêmios e indicações
| Ano  | Prêmio                  | Categoria         | Resultado |
| ---- | ----------------------- | ----------------- | --------- |
| 2022 | Emmy Internacional 2022 | Melhor Telenovela | Indicado  |